# Aleksander Halifman
Aleksander Valerjevič Halifman (rusko Александр Валерьевич Халифман), ruski šahovski velemojster in nekdanji šahovski svetovni prvak, * 18. januar 1966, Leningrad, Sovjetska zveza.